# Lexi Ainsworth
Alexandra Danielle „Lexi“ Ainsworth (* 28. Oktober 1992 in Oklahoma City, Oklahoma) ist eine US-amerikanische Schauspielerin. Sie wurde durch die Darstellung der Kristina Davis in der US-Fernsehserie General Hospital bekannt.

## Leben
Lexi Ainsworth wurde in Oklahoma City geboren. Im Alter von sechs Jahren begann sie auf der Bühne der örtlichen Ballett Company mit dem Tanz. Dies führte sie zur Theaterarbeit in verschiedenen Stücken, so in Der Zauberer von Oz als Munchkin (oder auch: Mümmler genannt) und Wer die Nachtigall stört, hier als Jean Louise „Scout“ Finch. Später absolvierte Ainsworth in New York und später in Los Angeles Ausbildungscamps für Fernseh- und Filmschauspiel. Nachdem ein Agent auf sie aufmerksam wurde, kam sie zu ihrem ersten landesweiten Werbespot, einer Werbung für die Barbie-Puppen der Firma Mattel. Nach weiteren Werbeaufnahmen erhielt Ainsworth eine Rolle in dem Kurzfilm Caroline Crossing und wenig später stellte sie Grace Budd im Film Der Kindermörder dar.
Im Juni 2009 erhielt sie die Rolle der Kristina Davis in der Fernsehserie General Hospital, einer der längsten Fernsehserien der Welt (seit 1963). Im Jahr 2012 spielte Ainsworth im Film So This Is Christmas.

## Filmografie
- 2005: Medical Investigation (Fernsehserie, eine Episode)
- 2005–2006: Gilmore Girls (Fernsehserie, 2 Episoden)
- 2006: Caroline Crossing (Kurzfilm)
- 2007: Der Kindermörder (The Gray Man)
- 2007: iCarly (Fernsehserie, eine Episode)
- 2008: Wild Child
- seit 2009: General Hospital (Seifenoper)
- 2011: Criminal Minds (Fernsehserie, eine Episode)
- 2012: So This Is Christmas
- 2013: Cougar Town (Fernsehserie, eine Episode)
- 2014: Tödliche Freundschaft (Death Clique, Fernsehfilm)
- 2015: A Girl Like Her
- 2015: iZombie (Fernsehserie, eine Episode)
- 2015: Teen Wolf (Fernsehserie, eine Episode)
- 2016: Rizzoli & Isles (Fernsehserie, eine Episode)
- 2017–2018: Major Crimes (Fernsehserie, 4 Episoden)
- 2018: The Guest Book (Fernsehserie, eine Episode)
- 2020: Obsession: Her Final Vengeance (Fernsehfilm)
- 2020: Shameless (Fernsehserie, eine Episode)
- 2023: Navy CIS (Fernsehserie, Episode 20×20)

## Nominierungen
- 2011: Daytime Emmy – Nominierung – Outstanding Younger Actress[1]
- 2012: Young Artist Award – Nominierung – Best Performance in a Daytime TV Series – Young Actress[2]